# Ray Dalton
Ray Dalton (Seattle, 15 de maio de 1991) é um cantor nascido nos Estados Unidos. Ele começou sua carreira como cantor de música gospel e R&B. Dalton obteve destaque como artista participante no single "Can't Hold Us" (2013), da dupla compatriota Macklemore & Ryan Lewis. Em 2013, vídeo musical correspondente ganhou dois troféus nas quatro categorias do MTV Video Music Awards em que concorria, incluindo as de Best Hip-Hop Video e Best Cinematography. A produção audiovisual também recebeu um indicação aos Grammy Awards de 2014 por Best Music Video. Também participou da música "Don't Worry" (2015), da dupla norueguesa Madcon, e do respectivo clipe.